# Liste der Monuments historiques in Roches-lès-Blamont
Die Liste der Monuments historiques in Roches-lès-Blamont führt die Monuments historiques in der französischen Gemeinde Roches-lès-Blamont auf.

## Liste der Objekte
| Bezeichnung | Beschreibung          | Standort                          | Kennzeichnung | Schutzstatus | Datum | Bild |
| ----------- | --------------------- | --------------------------------- | ------------- | ------------ | ----- | ---- |
| Glocke      | Bronze, 1588 gegossen | in der lutherischen Kirche (Lage) | PM25001281    | Classé       | 1942  |      |